# Escarapela Nacional de Uruguay
La Escarapela Nacional es uno de los símbolos nacionales de Uruguay. Fue reconocida por ley el 22 de diciembre de 1828 y tiene los colores del Pabellón Nacional.

## Historia
La escarapela anterior a la escarapela Nacional actual, era celeste, como puede verse en el Escudo de Uruguay, atada a las ramas de olivo y laurel: 

"Dicho óvalo será orlado por dos ramas de olivo y de laurel unidas en la base por un lazo, azul celeste"

Anteriormente a la Batalla de Carpintería los liberales uruguayos usaban divisas celestes, basadas en las del Escudo, pero con el tiempo estas se desteñían, tornándose casi blancas, por lo que se cambió el color al rojo en dicha batalla. Allí nacieron las “divisas” de los “blancos” y los “colorados”. El celeste siguió siendo el color que definía al Estado centralizado, o a sus partidarios, de este modo durante la Guerra Grande las tropas de Fructuoso Rivera usaban la Bandera Nacional con franjas de un celeste muy pálido, mientras que las de Manuel Oribe las usaban de azul muy oscuro. En la actualidad, "la Celeste" es la casaca de la Selección nacional de fútbol.
El 31 de enero de 1816 José Artigas decretó el uso de una escarapela tricolor en toda la Provincia Oriental.

## Escarapelas Nacionales en uso
La Escarapela Nacional actual (de uso civil) es blanca con cuatro redondeles concéntricos de color azul y se identifica con la Bandera Nacional. Por otro lado, la Escarapela Nacional identificada con la Bandera de Artigas es de uso exclusivo del Ejército Nacional, la Marina y la Fuerza Aérea. La identificada con la Bandera de los Treinta y Tres Orientales es de uso exclusivo policial y bomberil. 

Escarapela del Ejército Nacional
Escarapela de la Policía Nacional
Escarapela aeronáutica de la Armada Nacional
Escarapela aeronáutica de la Fuerza Aérea